# Laguna Ñahuinpuquio
La Laguna Ñahuimpuquio es un cuerpo de agua dulce ubicado en el valle del Mantaro. Es de pequeña extensión, unas 7 ha, y tiene forma triangular con una profundidad máxima de 25 metros en su parte central. En sus cercanías se encuentra el Centro Arqueologíco de Arhuaturo. Está ubicada a 2 kilómetros del pueblo de Ahuac en el distrito homónimo en la provincia de Chupaca, departamento de Junín, dentro de la subcuenca del río Cunas.
El agua que abastece a la launa proviene de dos manantiales ubicados, uno, a 500 metros (manantial Ajospuquio) y el otro a 1000 metros (manantial Chaquipuquio).

## Toponimia
Su nombre proviene de frase quechua ñawin pukyu que equivale a "ojo de manantial".

## Ubicación
Se encuentra en el norte de la provincia de Chupaca, en el distrito de Ahuac, a 5 km de Chupaca, al pie de la vertiente oriental del Cerro San Francisco y al oeste de la Colina de Arhuaturo y a una altitud de 3.400 m s. n. m., sus aguas son frías, tranquilas y de color azul verdoso por la presencia de algas. 
En sus cercanías se encuentra el pueblo de Ñahuimpuquio, perteneciente a la comunidad campesina del mismo nombre, que cuenta con una población de 300 habitantes aproximadamente. 

## Flora y fauna
La vegetación representativa de las orillas de la laguna es la totora. En sus aguas existe, como especie exótica, la trucha.
Posee una fauna silvestre propia de su ecosistema. En sus aguas se puede apreciar un lindo espejo de agua de aproximadamente 7 hectáreas donde viven diferentes especies de patos y en ciertas épocas y en horas de la madrugada se pueden observar cisnes nadando en medio de la laguna cual fantasmas rodeados por la bruma matutina.
En la superficie de la laguna crece una champa que flota llamada pulichampa, el cual puede soportar el peso de algunas personas.

## Accesibilidad
De Chupaca a Ahuac puede accederse a través de una carretera asfaltada de 3,5 km y de allí a la laguna por una carretera asfaltada de 1 km. La pesca deportiva de la trucha es el mayor atractivo que presenta esta laguna, apropiada para el campamento, paseos a caballo, paseos en bote, diversas actividades deportivas, siendo la única rodeada de amplios campos verdes ideales para la recreación.

## Leyendas
Se cuenta un misterio acerca de esta laguna; Se dice que esta laguna está de alguna forma unida con la laguna de Paca, pues antiguas leyendas cuentan de algunos accidentes como personas que se ahogaban en la laguna de Paca y que no se encontraban sus cuerpos, sino hasta después de tiempo en esta laguna se encontrasen aquellos cuerpos 